# Menheniot
Menheniot – wieś w Anglii w Kornwalii położona na zachód od Plymouth. Siedziba civil parish. We wsi znajduje się stacja kolejowa. Wieś zamieszkuje 1605 osób. We wsi znajduje się kościół z XVII w. W pobliżu nieczynne szyby kopalń cyny.